# Okres Hlohov
Okres Hlohov (Głogów; polsky Powiat głogowski) je okres v polském Dolnoslezském vojvodství. Rozlohu má 443,26 km² a v roce 2023 zde žilo 85 043 obyvatel. Sídlem správy okresu je město Głogów.

## Gminy
Městská:
- Hlohov

Vesnické:
- Hlohov
- Jerzmanowa
- Kotla
- Pęcław
- Żukowice

## Město
- Hlohov

## Sousední okresy
| Růžice kompasu |          | Wschowa      |       | Růžice kompasu |
| Růžice kompasu | Nowa Sól | Sever        | Góra  | Růžice kompasu |
| Růžice kompasu | Nowa Sól | Okres Hlohov | Góra  | Růžice kompasu |
| Růžice kompasu | Nowa Sól | Jih          | Góra  | Růžice kompasu |
| Růžice kompasu | Żagań    | Polkowice    | Lubin | Růžice kompasu |